# Hyperlokalität
Hyperlokalität bezeichnet den Zustand, in dem alle Geräte und Objekte digital verlinkt und örtlich lokalisierbar sind. Der Begriff Hyperlokalität setzt sich aus den englischen Wörtern hyperlinking und localization zusammen. Die technologischen Grundlagen für Hyperlokalität sind mobile Geräte, RFID, GPS, Augmented Reality und Bilderkennungsverfahren. In seiner journalistischen Dimension steht der Begriff Hyperlokalität für Lokaljournalismus in einem geographisch eng begrenzten Raum.

## Bedeutung
Hyperlokalität ist charakterisiert durch die Verschmelzung der physischen Welt mit der virtuellen Welt. Im Zustand der Hyperlokalität funktioniert die reale Welt wie eine Website. Mittels Mobiltelefonen können Objekte in der physischen Umwelt angewählt werden, um Informationen über diese zu erhalten oder sie mit Kommentaren zu versehen. Hierfür können unterschiedliche Technologien eingesetzt werden: RFID-Chips, die in Objekte integriert sind; Augmented Reality-Verfahren, die auf GPS und Kompass beruhen; sowie Bilderkennungsverfahren, die über die Smartphonekamera visuelle Barcodes oder Objekte an ihrer Form erkennen. Als Zukunftsvision sind auch Kontaktlinsen denkbar, die Zusatzinformationen direkt ins Sichtfeld einblenden.

## Geschichte des Begriffs Hyperlokalität
2007 skizzierte der Science-Fiction-Autor Bruce Sterling in einem Artikel für das WIRED Magazin den Alltag in der hyperlokalen Zukunft.
2008 beschrieb der Trend- und Zukunftsforscher Max Celko in einer Titelgeschichte des GDI IMPULS Magazins die möglichen Auswirkungen von Hyperlokalität auf Gesellschaft, Handel und Marketing. Durch den Artikel wurde der Begriff Hyperlokalität erstmals einer breiteren Öffentlichkeit im deutschsprachigen Raum bekannt.

## Hyperlokalität im Journalismus
Hyperlokalität im journalistischen Kontext bezeichnet eine Variante des Lokaljournalismus. Die Nachrichten sind hierbei nur für kleinste Gemeinschaften, z. B. Gemeinden, Nachbarschaften und Stadtteilen, von Interesse. Neben dem Bereitstellen von Nachrichten, spielt auch die Vernetzung dieser Gemeinschaften eine wichtige Rolle.
Auf Grund der geographischen Begrenztheit des hyperlokalen Nachrichtenraums, den geringen Veröffentlichungskosten sowie der einfachen Kommunikation und Partizipationsmöglichkeiten, werden die Zielgruppen hyperlokaler Nachrichtenangebote heute häufig über das Internet angesprochen.
Die Möglichkeiten des Web 2.0 ermöglichen eine enge Einbindung der Nutzer hyperlokaler Nachrichtenangebote. In der Rolle eines Prosumenten tragen Nutzer Inhalte zu den von ihnen favorisierten Plattformen bei und füllen diese mit User-Generated-Content. Anbieter hyperlokaler Nachrichtenangebote verwerten diese Inhalte in verschiedenen Modellen. Durch diese Art des Crowdsourcing wird es möglich, Journalismus auf kleinste lokale Einheiten zu reduzieren und Themen aufzugreifen, die für die Nutzer von Interesse sind.
Neben Online Angeboten existieren auch Printprodukte mit hyperlokalen Inhalten.

## Anbieter hyperlokaler Nachrichtenangebote
Hyperlokale Inhalte lassen sich grundsätzlich in verlagsabhängige und verlagsunabhängige Angebote unterteilen. Verlagsunabhängige Angebote werden häufig von Bürgern, freiberuflichen Journalisten oder Unternehmen ohne Verlagshintergrund betrieben. Verlagsabhängige Angebote werden von den Verlagen direkt, als Tochterfirmen oder Beteiligungen betrieben.
Ein wesentliches Unterscheidungsmerkmal zwischen verlagsabhängigen und verlagsunabhängigen Angeboten ist die Art der Finanzierung. Während beide Anbieter von z. B. Stiftungen / Fördermitteln finanziert oder Erlöse aus dem Schalten von Anzeigen generiert werden können, haben Verlage die zusätzliche Möglichkeit ihre Angebote direkt zu finanzieren.

## Beispiele hyperlokaler Nachrichtenangebote
Plattformen wie "The Bakersfield Voice" oder "YourHub" setzen auf das Modell des Bürgerjournalismus. Nutzern wird die Möglichkeit gegeben, eigene Nachrichten auf einer Online-Plattform einzustellen. Der Plattformanbieter kann hierbei eine zusätzliche Selektierungsfunktion bezüglich eingereichter Nachrichten und Bilder einnehmen.
Dieses Modell kann auch zur Ausweitung der Lokalberichterstattung genutzt werden. Im Jahr 2009 startete die New York Times das Projekt „The Local“. The Local ist ein Nachbarschaftsblog für die Stadtteile East Village, Fort Greene und Clinton Hill. Nutzer liefern Inhalte für das von jeweils einem Redakteur betreuten Blog.
Ein weiteres Modell zur Ausweitung der Lokalberichterstattung verfolgt die von dem Chicago Tribune direkt gesponserte Plattform "Triblocal". Auf der Plattform können Nutzer für sechs Landkreise aus dem Großraum Chicago Inhalte einstellen. Eine Auswahl dieser Inhalte wird wöchentlich gedruckt.
Das Anfang 2008 gestartete Projekt "Everyblock" nutzt die Methodik des Datenjournalismus. Eine Vielzahl an Daten und Nachrichten von öffentlichen Behörden und Verwaltungen, sowie Links zu Lokalberichterstattungen verschiedener Blogs, Zeitungen, Radio und Fernsehstationen oder Werbeangeboten werden gesammelt und gruppiert.
Mit Hilfe einer Software werden diese Daten mittels Geotagging verschiedenen Bereichen einer Karte zugewiesen. Die Nutzer können Gebiete von Interesse auf einer Karte auswählen oder ihre Postleitzahl eingeben und erhalten so eine Vielzahl unterschiedlicher Informationen zum ausgewählten Gebiet.

## Zitate
„Hyperlocality bezeichnet den Zustand, in dem alle Geräte und Objekte vernetzt und örtlich lokalisierbar sind – den Moment also, wo die physische Welt und die virtuelle Welt miteinander verschmelzen und wir ständig und von überall her auf ihre Ebenen zugreifen.“ – Max Celko